# سمك مغدافي صيني
السمك المغدافيّ الصينيّ (الاسم العلمي: Psephurus gladius) ويعرف أيضاً باسم سمك السيف الصينيّ، هو نوع من الأسماك انقرض مؤخرا، ينتمي لرتبة حفشيات الشكل من عائلة الأسماك المغدافية. كانت النوع الوحيد من جنسها Psephurus (أصنوفة أحادية الطراز). كانت هذه السمكة المجدافية الصينية من الأسماك المهاجرة، ويقتصر وجودها في نهر يانغتسي الصيني.

بعد أن تم تصنيف سمك المجذاف الصيني كنوع مهدد بالانقراض لسنوات عديدة، وبسبب أنه لم يشاهد منذ أكثر من عقد، أعلن عن انقراض هذا النوع من الاسماك؛ وكان ذلك بعد الفشل في إيجاد أي عينات منه في الاستطلاعات الاستكشافية، وسيتم تحديث القائمة الحمراء للأنواع المهددة بالانقراض في يونيو 2020.

## الاسم
في الصينية، يُسمى سمك المجداف هذا «سمك الفيل» أيضًا (بالصينية: x 魚 ؛ xiàngyú) لأن أنفه يشبه نوعا ما شكل خرطوم الفيل. يتم تسجيله في بعض الأحيان في الصينية الكلاسيكية باسم wěi- fish (鮪). وبشكل أكثر شاعرية، يُشار إليها أحيانًا باسم «باندا الأنهار العملاقة»، ليس بسبب أي تشابه جسدي وشكلي مع الباندا العملاقة، ولكن بسبب ندرتها وحالتها المحمية لمنع انقراضها. أصل اسمها الثنائي يأتي من هذه الكلمات باللغة اليونانية pseph ومعناها حصاة و phoreus وتعني يحمل الشيء، وعند دمج هذه الكلمتين يشبه معناها الناتج الكلمة اليونانية psepharos أيضًا والتي تعني (الكآبة / الغائمة).  

## موائله ونطاقه

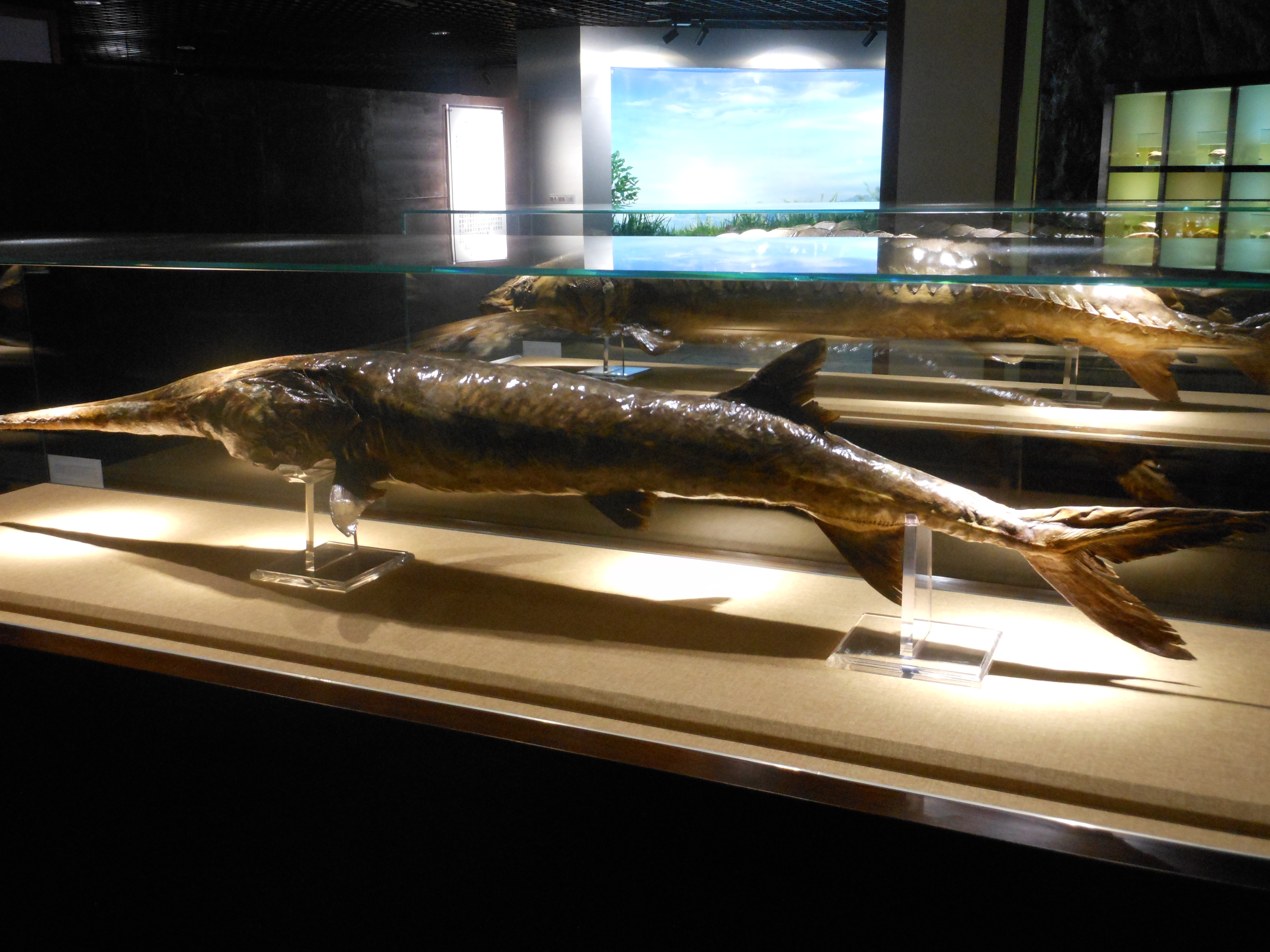
عينة من السمكة ذات المجداف الصينية (الاسم العلمي :Psephurus gladius) معروضة في متحف العلوم المائية في معهد ووهان لعلم الأحياء المائية

يقتصر وجود سمك المجداف الصيني على الصين فقط، حيث يتواجد في حوض نهر اليانغتسي (تشانغ جيانغ) ومصبه في بحر الصين الشرقي. تاريخيا، تم تسجيل وجوده أيضًا في حوض النهر الأصفر (المرتبط بنهر اليانغتسي عبر القناة الصينية الكبرى) ومصبه في البحر الأصفر.
يقضي سمك المجداف الصيني جزءًا من حياته في الجزء السفلي من نهر اليانغتسي، بما في ذلك المياه المسوسة في مصب النهر، ولكنه يهاجر أعلى النهر وروافده الرئيسية للسرء، ويحدث ذلك في الفترة التي ما بين مارس إلى أبريل. يبقى هذا السمك بشكل عام في أنهار كبيرة، ولكنه يتواجد أحيانًا في البحيرات الكبيرة.

## مظهره

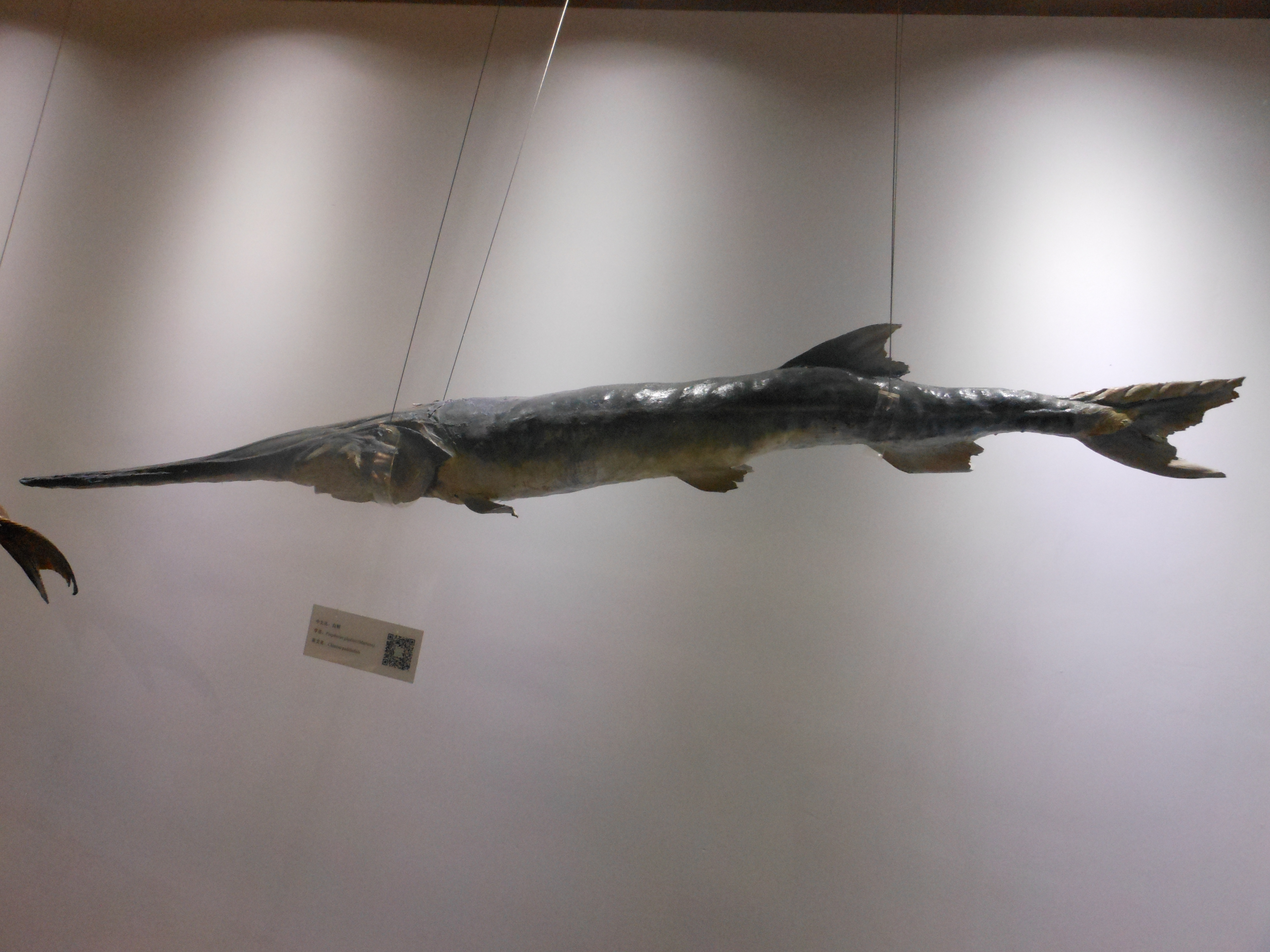

الجزء السفلي من سمك المجداف الصيني لونه أبيض، وظهره ورأسه لونهما رمادي. تصل هذه الاسماك إلى مرحلة النضج الجنسي عندما يصل وزنها إلى حوالي 25 كيلوغرام (55 رطل)، عادة يكون ذلك عند حلول الوقت الذي تبلغ فيه سن السابعة أو الثامنة، بشكل عام يبلغ طول جسمها 2 متر (6 قدم 7 بوصة). [بحاجة لمصدر] تشير التقارير القصصية إلى أن طول أسماك المجداف الصينية يمكن أن يصل إلى 7 متر (23 قدم) ويمكن ان يصل وزنها إلى 500 كيلوغرام (1,100 رطل)، أو حتى عدة آلاف رطل. تم إجراء القليل من الابحاث وبشكل محدود حول الحد الأقصى للحجم والوزن لهذا الأنواع من السمك؛ نتيجة لحالته المهددة بالانقراض وقلة رؤيته على مدار السنين. الحجم الأقصى المقبول بشكل عام هو وزن 300 كيلوغرام (660 رطل) وطول 3 متر (10 قدم)، على الرغم من أن عينة من هذا السمك التي تم اصطيادها في عام 2007 كان طولها 3.6 متر (12 قدم).

## حالة الحفظ
أدرج اسم «سمك المجداف الصيني» كحيوان محمي من الدرجة الأولى عند جمهورية الصين الشعبية منذ عام 1983 وعلى التذييل الثاني لـ CITES منذ عام 1998. بسبب الصيد المتزايد وفقدان الموائل، يعتبر سمك المجداف الصيني مهددًا بشدة من قبل الاتحاد العالمي للحفاظ على الطبيعة ومواردها (IUCN). تم اصطياد السمك الصغير من هذا النوع بسهولة عن طريق استخدام أساليب الصيد التقليدية. قامت السدود، ولا سيما سد Gezhouba وسد الممرات الثلاثة، بتقسيم عدد افراد هذه السمكة ومنع هجرتها مع وعكس تيار الانهار من اجل التكاثر.

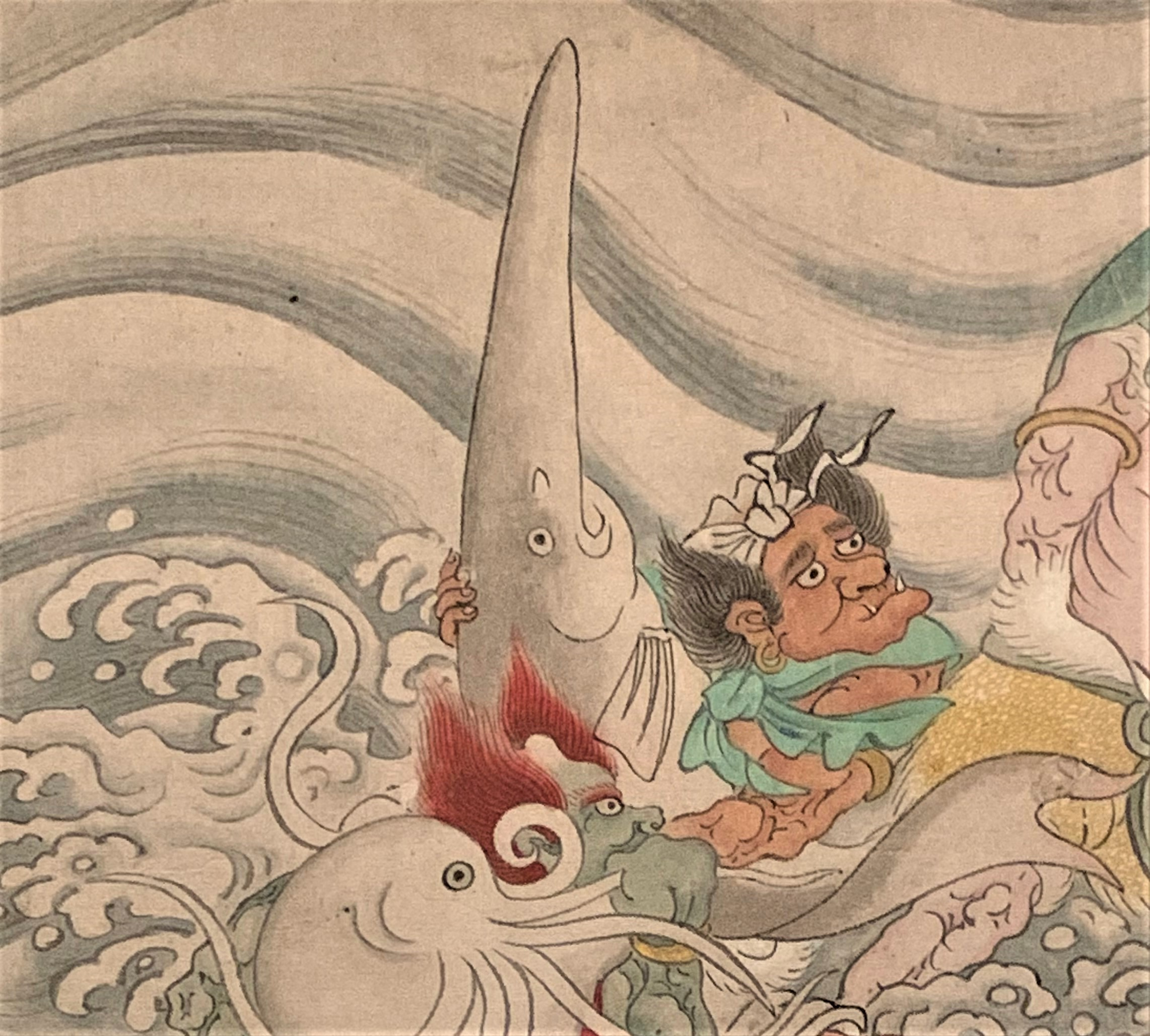
رسم للسمكة من القرن السابع عشر.

آخر السجلات التي تؤكد تواجد الأسماك الصينية ذات المجذاف في حوض النهر الأصفر ومصبه، تعود إلى سنوات عقد ال1960، على الرغم من أن الانخفاض نفسه في اعداد هذا السمك استمر بين القرنين الثالث عشر والتاسع عشر. في مداها ونطاقها الرئيسي، حوض نهر اليانغتسي، انخفض اعداد هذه السمكة بشدة أيضًا، لكنه كان لا يزال يتم اصطياد ما يقارب 25 طنًا سنويًا من هذه الاسماك في السبعينيات. وكان لا يزال موجودًا في الثمانينيات (على سبيل المثال، تم القبض على 32 في عام 1985) ويُزعم أنه تم رؤية صغار هذا النوع من الاسماك «مؤخرًا» عام 1995. منذ عام 2000، لم يكن هناك سوى ثلاث مشاهدات مؤكدة لسمكة حية من هذا النوع، جميعها في حوض اليانغتسي: الأولى كان طولها 3.3 متر (11 قدم) ووزنها 117 كيلوغرام (258 رطل)، وكانت انثى وتم القبض عليها في نانجينغ عام 2002 والثانية طولها 3.52 متر (11.5 قدم) أنثى أيضا تم القبض عليها في ييبين في 24 يناير 2003 ؛ توفيت السمكة الأولى على الرغم من المحاولات لانقاذها والثانية تم وضع علامة راديو عليها وتم إطلاق سراحها، لكن العلامة توقفت عن العمل بعد 12 ساعة فقط. والثالثة والأحدث كان طولها 3.6 متر (12 قدم)، ووزنها 250 كيلوغرام (550 رطل)، تم القبض عليها بواسطة صيد غير قانوني في 8 يناير 2007 في مقاطعة جيايو. اتصل القرويون المحليون بالمسؤولين الذين هرعوا إلى الموقع. قام زيب هوجان من المسلسل التلفزيوني «مونستر فيش» (معنى اسم البرنامج: سمكة عملاقة) على قناة ناشيونال جيوغرافيك وغيرهم من دعاة الحفاظ على البيئة بنقل السمكة إلى حظيرة مياه على أمل أن تبقى على قيد الحياة، لكنها توفيت بعد ذلك بفترة وجيزة بسبب إصابات غير قابلة للشفاء التي تلقتها أثناء الضرب في الشبكة. أثناء بحث الذي أجري في حوض اليانغتسى من عام 2006 إلى عام 2008، فشل فريق البحث من الأكاديمية الصينية لعلوم الصيد في جينغتشو في التقاط أي سمكة مجداف صينية، ولكن تم تسجيل احتمال وجود سمكتين عن طريق الإشارات الصوتية المائية. على الرغم من أن أعدادًا صغيرة جدًا قد نجت ولا تزال موجودة، يعتقد العديد من العلماء الآن أن اسماك المجذاف الصينية قد انقرضت.
أكدت دراسة أجريت عام 2019 أن أنواع السمك هذا قد انقرض على الأرجح، وذلك بعد إجراء مسوحات استكشافية مكثفة لالتقاط سمكة في نهر اليانغتسي بين عامي 2017 و 2018، حيث لم يتم التقاط أي عينة حية من أسماك المجذاف الصيني. قدر التقرير أن أنواع السمك هذا انقرض بين عامي 2005 و 2010، وانه وصل إلى حافة الانقراض بحلول عام 1993. ووجدت الدراسة ان الاسباب الاساسية التي ادت إلى انقراض هذا السمك هي الصيد الزائد وتشتت الموائل، وكانت أحد الاسباب الرئيسية، المساهمة في انقراض هذا النوع من الاسماك المجدافية؛ هو بناء سد Gezhouba في عام 1981. لذا أوصى التقرير بإعادة تصنيف أنواع سمك المجذاف الصيني من قبل الاتحاد العالمي للحفاظ على الطبيعة ومواردها (IUCN) على أنه منقرض.